# Copa Independencia (2024)
La Copa Independencia de 2024, fue un torneo amistoso de un partido en donde se enfrentaron el Comunicaciones, campeón del torneo apertura 2023 y el Municipal, campeón del torneo clausura 2024. Este se celebró el 15 de septiembre de 2024 en el estadio BMO Stadium en la ciudad de Los Ángeles, California en Estados Unidos.

## Clubes clasificados
| Equipo         | Vía de clasificación             |
| -------------- | -------------------------------- |
| Comunicaciones | Campeón del Torneo Apertura 2023 |
| Municipal      | Campeón del Torneo Clausura 2024 |

## Sede
| Los Angeles       |
| ----------------- |
| BMO Stadium       |
| Capacidad: 22 000 |
|                   |

## Partido
| 15 de septiembre de 2024 | Comunicaciones | 0:1     | Municipal                | BMO Stadium, Los Angeles |                 |
| 20:00 (UTC-6)            |                | Reporte | José Carlos Martínez 71' | Árbitro(s): TBA          | Árbitro(s): TBA |

| Campeón              |
| Municipal 6.° Título |